# Broghammerus
Broghammerus — рід неотруйних змій з родини Пітони. Має 2 види. Раніше його представники входили до роду Пітонів. Лише у 2004 році було визначено як окремий рід. Етимологія: Стефан Броґхамер це німецький герпетолог і заводчик пітонів, а також автор книги Ball Pythons: Habitat, Care, and Breeding (2004).

## Опис
Загальна довжина представників цього роду коливається від 3 до 12,2 м. Голова витягнута, стиснута з боків. Тулуб кремезний, потужний, стрункий. Забарвлення жовтого, світло-коричневого, оливкого, бурого кольору з різними відтінками. Уздовж голови та тулуба розташовуються темні або світлі плями різної форми та розміру.

## Спосіб життя
Полюбляють тропічні ліси, передгір'я, вологі місцини. Активні вночі. Харчуються ссавцями, птахами, рептиліями.
Це яйцекладні змії. Самиця відкладає від 10 до 80 яєць.

## Розповсюдження
Мешкає у південно-східній Азії.

## Види
- Broghammerus reticulatus
- Broghammerus timoriensis